# Marcipalina grisescens
Marcipalina grisescens là một loài bướm đêm trong họ Erebidae.